# Пригожин, Илья Романович
Илья́ Рома́нович Приго́жин (отчество при рождении — Рувимович; фр. Ilya Prigogine; 12 [25] января 1917, Москва — 28 мая 2003, Брюссель, Бельгия) — бельгийский физик и физикохимик. Лауреат Нобелевской премии по химии 1977 года за работы в области неравновесной термодинамики, виконт Бельгии. В его честь назван астероид (11964) Пригожин.

## Биография
Родился (12) 25 января 1917 года в Москве и был вторым сыном в состоятельной еврейской семье. Его отец — фабрикант, выпускник химического отделения Императорского Московского технического училища Рувим Абрамович Пригожин (?, Могилёв — 1974), из семьи часовых и ювелирных дел мастера Абрама Вульфовича Пригожина (1859—1911), до переезда в Москву окончил Могилёвское реальное училище. В 1913 году он организовал у Крестовской заставы лакокрасочное производство. Мать — пианистка, студентка Московской консерватории Юлия Лейвиковна Вихман (1892, Гомель — ?). Его брат — Александр Пригожин (фр. Alexandre Prigogine, 1913—1991) — орнитолог, известный результатами многолетнего исследования птиц Бельгийского Конго.
В 1921 году семья эмигрировала из Советской России сначала в Литву (Каунас), а через год обосновалась в Берлине, где жила семья брата отца. В 1929 году в связи с ростом антисемитских настроений в Германии Пригожины решили поселиться в Бельгии, где Илья Пригожин в 1941 году окончил Брюссельский свободный университет по специальности физическая химия.
После окончания Свободного университета Брюсселя в 1939 году и докторантуры там же (1941), был оставлен в университете на исследовательской работе.
После закрытия университета, преподавал подпольно, за что впоследствии был награждён гражданской медалью Сопротивления.
Будучи зарегистрирован как православный русский, а также благодаря подложным документам, какое-то время смог избегать репрессий, однако в 1943 вместе с женой был арестован гестапо по подозрению в помощи Сопротивлению. После десятинедельного заключения был освобождён, по одной из версий — после вмешательства бельгийской королевы-матери Елизаветы Баварской, по другой — за собранную друзьями взятку.
В 1947 году стал профессором физической химии в Свободном университете Брюсселя — должность, которую он занимал до конца своей жизни. В 1949 году получил бельгийское гражданство.
С 1961 по 1966 год Пригожин сотрудничал с институтом Ферми в Чикаго. В 1967 году в городе Остин Пригожин основал Центр по изучению сложных квантовых систем.
Основная масса его работ посвящена неравновесной термодинамике и статистической механике необратимых процессов. Одно из главных достижений заключалось в том, что было показано существование неравновесных термодинамических систем, которые, при определённых условиях, поглощая вещество и энергию из окружающего пространства, могут совершать качественный скачок к усложнению (диссипативные структуры). Причём такой скачок не может быть предсказан, исходя из классических законов статистики. Такие системы позже были названы его именем. Расчёт таких систем стал возможен благодаря его работам, выполненным в 1947 году.
В области статистической механики провел глубокие исследования уравнения Лиувилля для ансамбля на основе формальной аналогии его решений с решениями уравнения Шрёдингера.
Доказал одну из основных теорем линейной термодинамики неравновесных процессов — о минимуме производства энтропии в открытой системе. Для нелинейной области в соавторстве с Гленсдорфом сформулировал общий критерий эволюции Гленсдорфа — Пригожина. Ввёл (в работе «The Rediscovery of Time») термин «переоткрытие времени», определяющий проблему объяснения существования явления времени. Его работы многократно переводились на русский язык. К его работам обращаются многие ученые, не только физики и химики, но и биологи, палеонтологи и математики, историки, филологи.
В 1955 году награждён премией Франки. В 1982 году Пригожин становится иностранным членом Академии наук СССР. В 1989 году король Бельгии Бодуэн пожаловал Пригожину личный титул виконта и потомственное дворянство. Иностранный член НАН Белоруссии (1995).
В 1992 году Пригожин подписал «Предупреждение человечеству».
Доктор археологии. Сочинял музыкальные пьесы.

## Семья
Первая жена (1943—?) — поэтесса Элен Жофе (фр. Hélène Jofé, 1921—1988). Сын Ив (Yves Prigogine, род. 1945), антрополог.
Вторая жена (с 1961) — Марина Прокопович (англ. Marina Prokopowicz). Сын Паскаль (Pascal Prigogine, род. 1970), юрист.

## Награды и премии
- Орден Дружбы (12 марта 1997 года, Россия) — за большой вклад в укрепление научных связей между Россией и Бельгией[26].
- Нобелевская премия по химии (1977).
- Премия имени Н. Н. Боголюбова (ОИЯИ) (1999).
- Премия Франки (1955).
- Премия Хонда (1983).
- Премия Кампе де Ферье (1994).
- Медаль Котениуса (1975).
- Медаль Румфорда (1976).

## Труды
- Пригожин И. Введение в термодинамику необратимых процессов. — М.: Издательство иностранной литературы, 1960. — 150 с.
- Пригожин И. Неравновесная статистическая механика. — М.: Мир, 1964. — 314 с.
- Пригожин И., Дефэй Р. Химическая термодинамика. — Новосибирск: Наука, 1966. — 510 с.
- Гленсдорф П., Пригожин И. Термодинамическая теория структуры, устойчивости и флуктуаций. — М.: Мир, 1973. — 280 с.
- Пригожин И. От существующего к возникающему: Время и сложность в физических науках. — М.: Наука, 1985. — 328 с.
- Пригожин И., Стенгерс И. Порядок из хаоса. Новый диалог человека с природой. — М.: Прогресс, 1986. — 432 с.
- Николис Г., Пригожин И. Самоорганизация в неравновесных системах: От диссипативных структур к упорядоченности через флуктуации. — М.: Мир, 1979. — 512 с.
- Николис Г., Пригожин И. Познание сложного. — М.: Мир, 1990. — 358 с.
- Пригожин И. Молекулярная теория растворов. — М.: Металлургия, 1990. — 344 с.
- Пригожин И., Стенгерс И. Время. Хаос. Квант. — М.: Прогресс, 1994. — 266 с.
- Пригожин И. Конец определенности. — Ижевск: РХД, 2001. — 216 с.
- Пригожин И., Кондепуди Д. Современная термодинамика. От тепловых двигателей до диссипативных структур. — М.: Мир, 2002. — 464 с.
- Пригожин И. Определено ли будущее. — Ижевск: ИКИ, 2005. — 240 с.
- Пригожин И. Философия нестабильности. Архивировано 14 сентября 2007 года. // Вопросы философии. — 1991. — № 6. — С. 46—52.